# Сборная СССР по бейсболу
Сборная СССР по бейсболу — до 1991 года представляла Советский Союз на международных соревнованиях по бейсболу. Управляющей организацией выступала Федерация бейсбола, софтбола и русской лапты СССР.

## История
Федерация бейсбола, софтбола и русской лапты СССР была образована 13 августа 1987 года и через год вступила в Международную федерацию бейсбола (IBAF).
15 августа 1987 года свой первый товарищеский матч провела сборная СССР. Её соперником была вторая сборная Никарагуа. Встреча ожидаемо закончилась крупной победой бейсболистов из Центральной Америки со счётом 22:0. 26 сентября того же года на стадионе «Локомотив» в Тбилиси советские бейсболисты одержали свою первую победу, переиграв сборную Чехословакии 5:4. Позже было множество товарищеских матчей с участием сборной СССР, но на официальную международную арену она вышла только в 1990 году.
С 20 июля по 5 августа 1990 года в Сиэтле (США) прошли вторые Игры доброй воли, в программу которых был включён бейсбол. Среди участников бейсбольного турнира оказалась и сборная СССР. Советская команда провела 5 матчей и во всех проиграла — в групповом раунде США 0:17, Мексике 1:9, Японии 0:14, в плей-офф за 5-8 места Пуэрто-Рико 0:13 и Мексике 4:14. В состав сборной СССР вошли 20 бейсболистов, представлявших 7 клубов: Евгений Пучков, Сергей Королёв, Степан Рубанов, Илья Анохов, Андрей Крупенченков, Герман Гульбит, Леонид Корнеев (все — МХТИ Москва), Илья Богатырёв, Сергей Жигалов, Андрей Попов, Тимур Трифоненков, Вадим Кулаков, Дмитрий Шляпников, Игорь Махамбитов (все — СКА-29 Балашиха), Юрий Нескоромный («Бытовик» Киев), Виктор Кеминь («Докер» Одесса), Андрей Кузич («Фотон» Симферополь), Александр Буянов («Уссурийские Тигры» Владивосток), Коба Кавелашвили, Нугзар Попхадзе (оба — «Иверия» Тбилиси). Возглавлял сборную наставник московского МХТИ Александр Ардатов.
В конце августа того же года сборная СССР играла в итальянской Парме в группе «В» чемпионата Европы и уверенно заняла первое место, обеспечив себе участие в 1991 году в главном дивизионе европейского первенства — группе «А». На предварительном этапе советские бейсболисты обыграли сборные Швейцарии 9:1, Польши 29:3 и Чехословакии 12:6, в полуфинале — Югославию 15:3, а в финале — сборную ФРГ 8:1.
В 1991 году сборная СССР приняла участие в двух официальных турнирах. Первым из них стал Межконтинентальный Кубок, проходивший со 2 по 13 июля в испанской Барселоне. Одержав лишь одну победу (над Францией 11:5) и 8 раз проиграв (Испании 1:9, Тайваню 0:14, Никарагуа 1:7, Мексике 1:12, Японии 0:26, Кубе 1:11, Италии 5:15 и Южной Корее 0:11), советская команда заняла предпоследнее — 9-е — место.
Спустя месяц команда СССР дебютировала среди 8 сильнейших команд Европы на чемпионате континента, прошедшем в Италии. В своей группе предварительного раунда советская сборная уступила Италии 0:10, Франции 10:11 и Швеции 4:7. В утешительном турнире за 5-8 места советские бейсболисты одержали 4 победы (над Бельгией 14:5, Швецией 6:4. Великобританией 10:0 и 15:8) при одном поражении (от Бельгии 3:4) и смогли занять итоговую 6-ю позицию. На этом история бейсбольной сборной СССР закончилась. После распада Советского Союза в его бывших республиках были образованы свои национальные команды, в том числе и сборная России.                  

## Результаты выступлений
Всего на счету сборной СССР 27 официальных матчей, проведённых в соревнованиях под эгидой Международной федерации бейсбола (IBAF) и Европейской конфедерации бейсбола (CEВ), а также в рамках Игр доброй воли. Из них выиграно 10, проиграно 17. 

### Чемпионаты Европы
| Год   | Игры | Победы | Поражения | Совершено ранов | Пропущено ранов | Место          |
| ----- | ---- | ------ | --------- | --------------- | --------------- | -------------- |
| 1990  | 5    | 5      | 0         | 73              | 14              | 1-е (турнир В) |
| 1991  | 8    | 4      | 4         | 62              | 49              | 6-е            |
| Всего | 13   | 9      | 4         | 135             | 63              |                |

### Межконтинентальный Кубок
| Год   | Игры | Победы | Поражения | Совершено ранов | Пропущено ранов | Место |
| ----- | ---- | ------ | --------- | --------------- | --------------- | ----- |
| 1991  | 9    | 1      | 8         | 20              | 110             | 9-е   |
| Всего | 9    | 1      | 8         | 20              | 110             |       |

### Игры доброй воли
| Год   | Игры | Победы | Поражения | Совершено ранов | Пропущено ранов | Место |
| ----- | ---- | ------ | --------- | --------------- | --------------- | ----- |
| 1990  | 5    | 0      | 5         | 5               | 67              | 8-е   |
| Всего | 5    | 0      | 5         | 5               | 67              |       |

## Соперники
В рамках официальных турниров сборная СССР встречалась с национальными командами 19 стран. 
| Соперник       | Игры | Победы | Поражения |
| -------------- | ---- | ------ | --------- |
| Бельгия        | 2    | 1      | 1         |
| Великобритания | 2    | 2      | 0         |
| Испания        | 1    | 0      | 1         |
| Италия         | 2    | 0      | 2         |
| Куба           | 1    | 0      | 1         |
| Мексика        | 3    | 0      | 3         |
| Никарагуа      | 1    | 0      | 1         |
| Польша         | 1    | 1      | 0         |
| Пуэрто-Рико    | 1    | 0      | 1         |
| США            | 1    | 0      | 1         |
| Тайвань        | 1    | 0      | 1         |
| Франция        | 2    | 1      | 1         |
| ФРГ            | 1    | 1      | 0         |
| Чехословакия   | 1    | 1      | 0         |
| Швейцария      | 1    | 1      | 0         |
| Швеция         | 2    | 1      | 1         |
| Югославия      | 1    | 1      | 0         |
| Южная Корея    | 1    | 0      | 1         |
| Япония         | 2    | 0      | 2         |